# Karen Lancaume

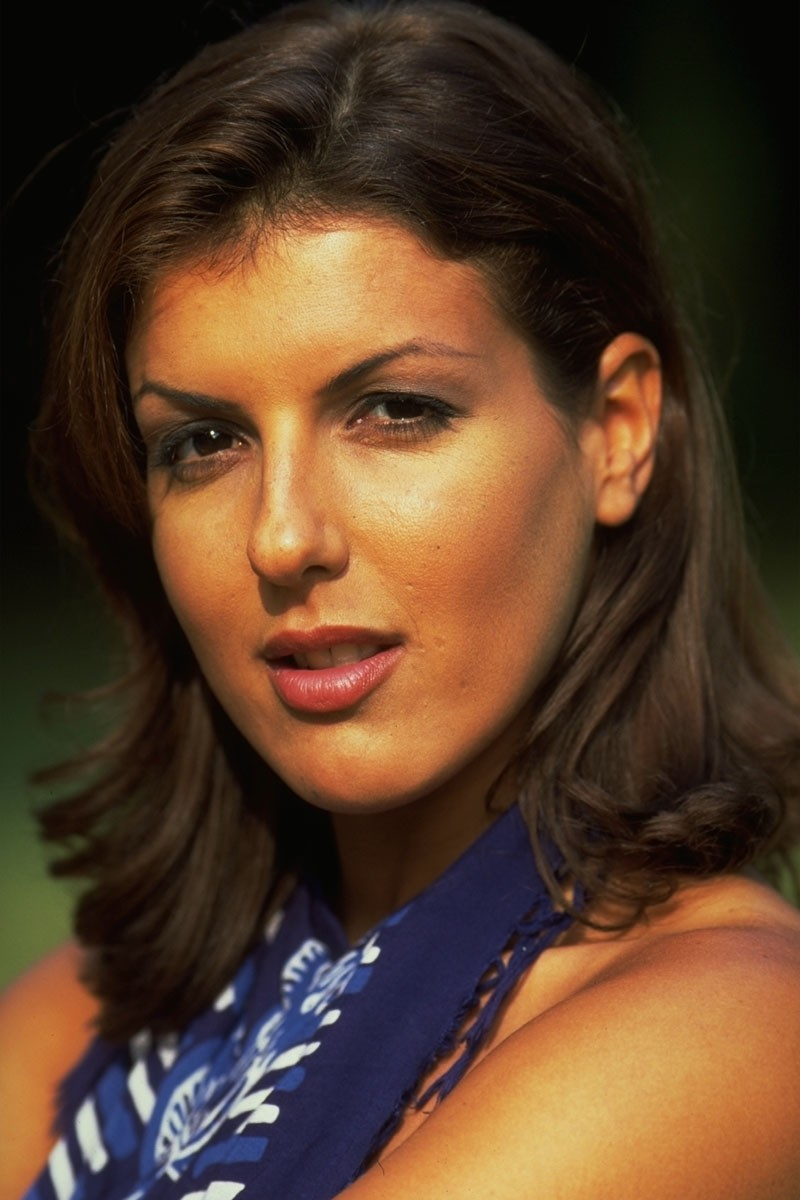
Karen Lancaume (1999)

Karen Lancaume (* 19. Januar 1973 als Karine Schillbach nahe Lyon; † 28. Januar 2005 in Paris; auch Angel Paris, Karen Lancoume, Karen Lacoume, Karen Lancom, Carene Lancome) war eine französische Schauspielerin und Pornodarstellerin.
Karen Lancaume wuchs in der Nähe von Lyon auf. Sie machte Abitur und verließ danach das Elternhaus, um eine Werbefachschule zu besuchen. Sie heiratete einen Disc-Jockey mit Namen Franck, mit dem sie zusammen 1996 ihren ersten Porno-Film drehte. Die Ehe scheiterte später, jedoch blieb sie unter dem Pseudonym Angel Paris in der Branche tätig.
Als Karen Bach wurde sie mit dem Skandalfilm Baise-moi (Fick mich!), der den Weg zweier mordender Frauen durch Frankreich zeigte, auch außerhalb der Porno-Szene bekannt. Sie spielte dort zusammen mit Raffaëla Anderson einen Racheengel.
Am 28. Januar 2005 beging Lancaume in der Wohnung ihres Lebensgefährten Suizid. Sie starb mit 32 Jahren in Paris.

## Ausgewählte Filme
- Journal d’une infirmière (1997), Regie Michel Barny; u. a. mit Laure Sainclair, Anita Blond
- Teeny Exzesse 48: Sperma zum Dessert (1997)
- L’Indécente aux Enfers (1999), Regie: Marc Dorcel, u. a. mit Laure Sainclair, Olivia Del Rio
- La Marionnette (2000), Regie: Alain Payet, u. a. mit Anita Blond
- L’Enjeu du Désir (2000), Regie: Alain Payet, u. a. mit Nikky Andersson, Silvia Saint
- Baise-moi (Fick mich!) (2000)